# نیاندا
نیاندا (به انگلیسی: Nyanda Janelle Thorbourne) یک موسیقی‌دان و ترانه‌سرای جامائیکایی است. در فوریه سال ۲۰۱۳، او نخستین تک‌آهنگ خود را با نام «مشکل» منتشر کرد.
وی در آهنگ های سوپرمن(Superma) و مابالا (Ma Bala) با آرش همکاری کرد.